# Courbessac
Courbessac est un ancien village français, situé dans le département du Gard en région Occitanie. Il est administrativement rattaché à la commune de Nîmes, dont il constitue aujourd'hui un quartier.
Le village possède une forte identité historique. Il n'a toutefois pas de personnalité juridique propre, hormis l'existence de conseillers municipaux délégués et celle d'une mairie annexe. 

## Géographie
Le village est situé au nord-est de la commune de Nîmes, sur le piémont des Garrigues et en direction des communes de Marguerittes et de Poulx. Il dépend du canton de Nîmes-2.

## Histoire
Au début du Moyen Âge, le hameau de Courbessac se forme probablement autour d'une ancienne villa romaine. En 973, le cartulaire Notre-Dame de Nîmes mentionne ainsi l'existence de la Villa Curbissatis. Par la suite, le village devient la propriété des seigneurs de Posquières et dépend du consulat de Nîmes. En 1750, la population du village s'élève à 150 habitants.
La Base aérienne de Nîmes-Courbessac a pratiqué l'instruction militaire et technique de 1920 à 1996, date de sa fermeture. Elle a été partiellement remplacée par l'École nationale de Police.

## Lieux et monuments
- L'église Saint-Jean-Baptiste, probablement construite au XIe siècle mais dont la première mention remonte à 1119. L'édifice roman est largement agrandi entre le XVe siècle et le XVIIIe siècle[2].
- Le domaine du Mas d'Escattes, ancien domaine agricole appartenant en grande partie à la ville de Nîmes depuis 1997. 75 hectares de ce domaine sont aujourd'hui aménagés pour l'accueil du public[3].
- Le menhir de Courbessac, plus ancien monument de Nîmes.
- L'aérodrome de Nîmes-Courbessac.

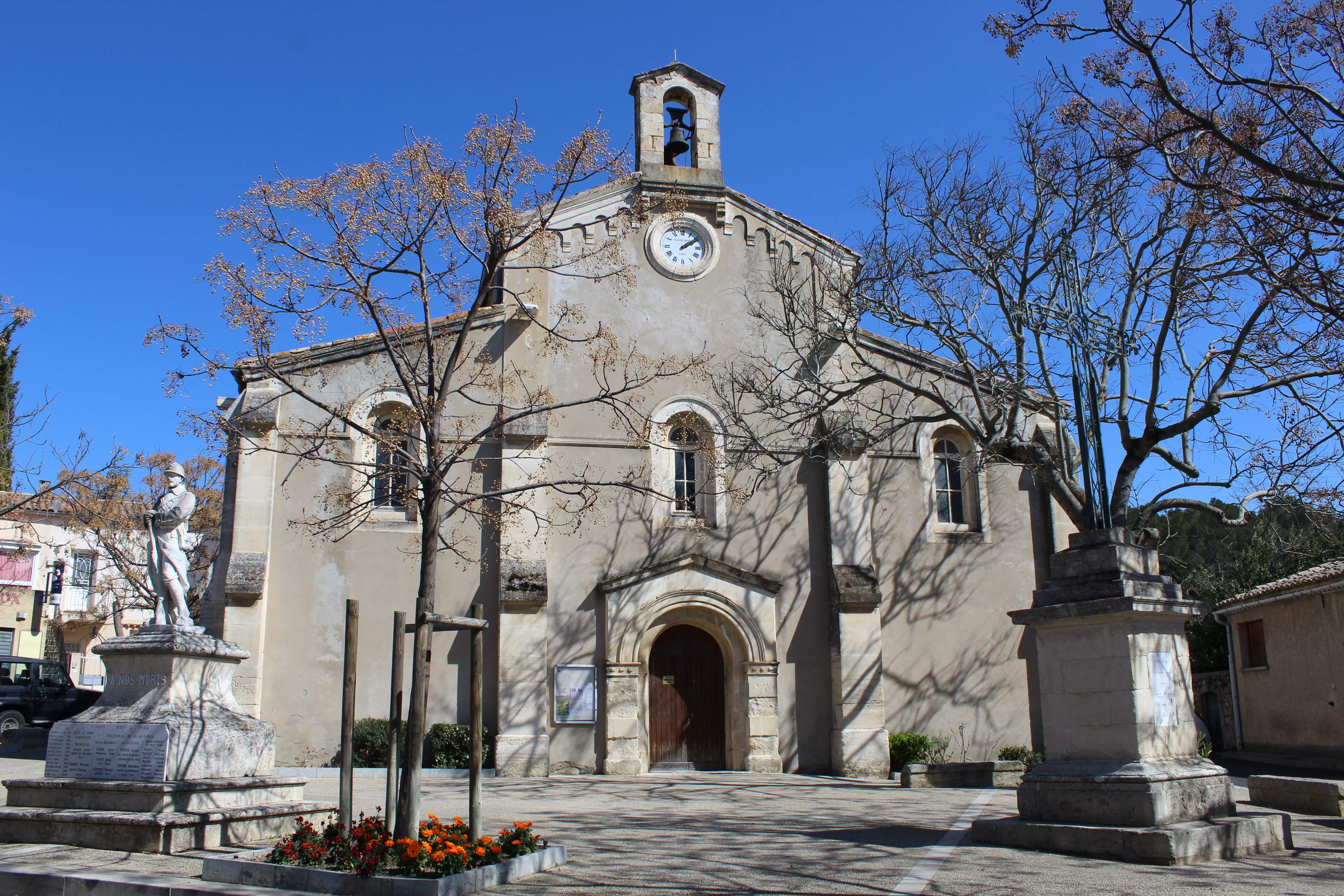
Église Saint-Jean-Baptiste
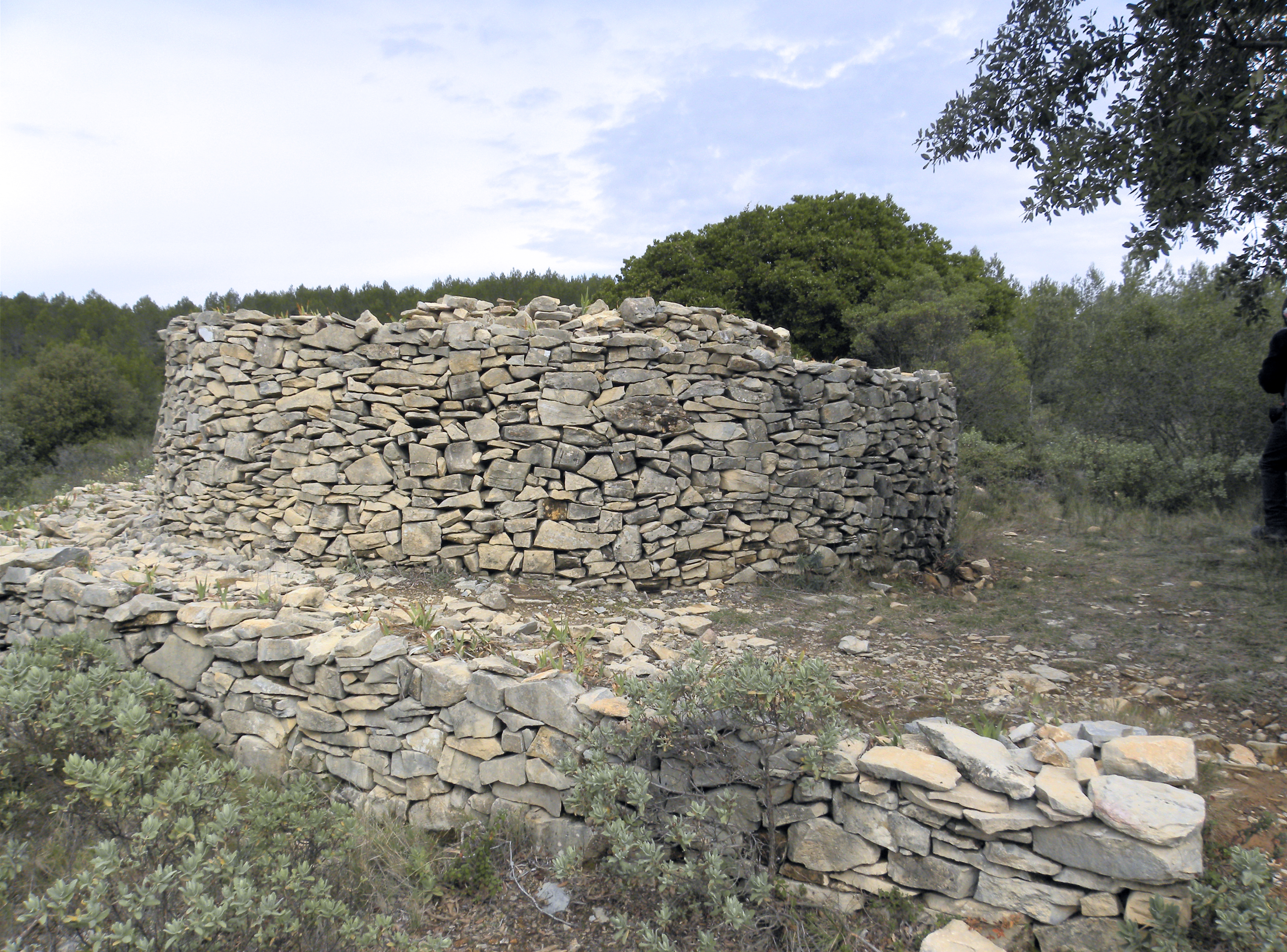
Domaine du Mas d'Escattes
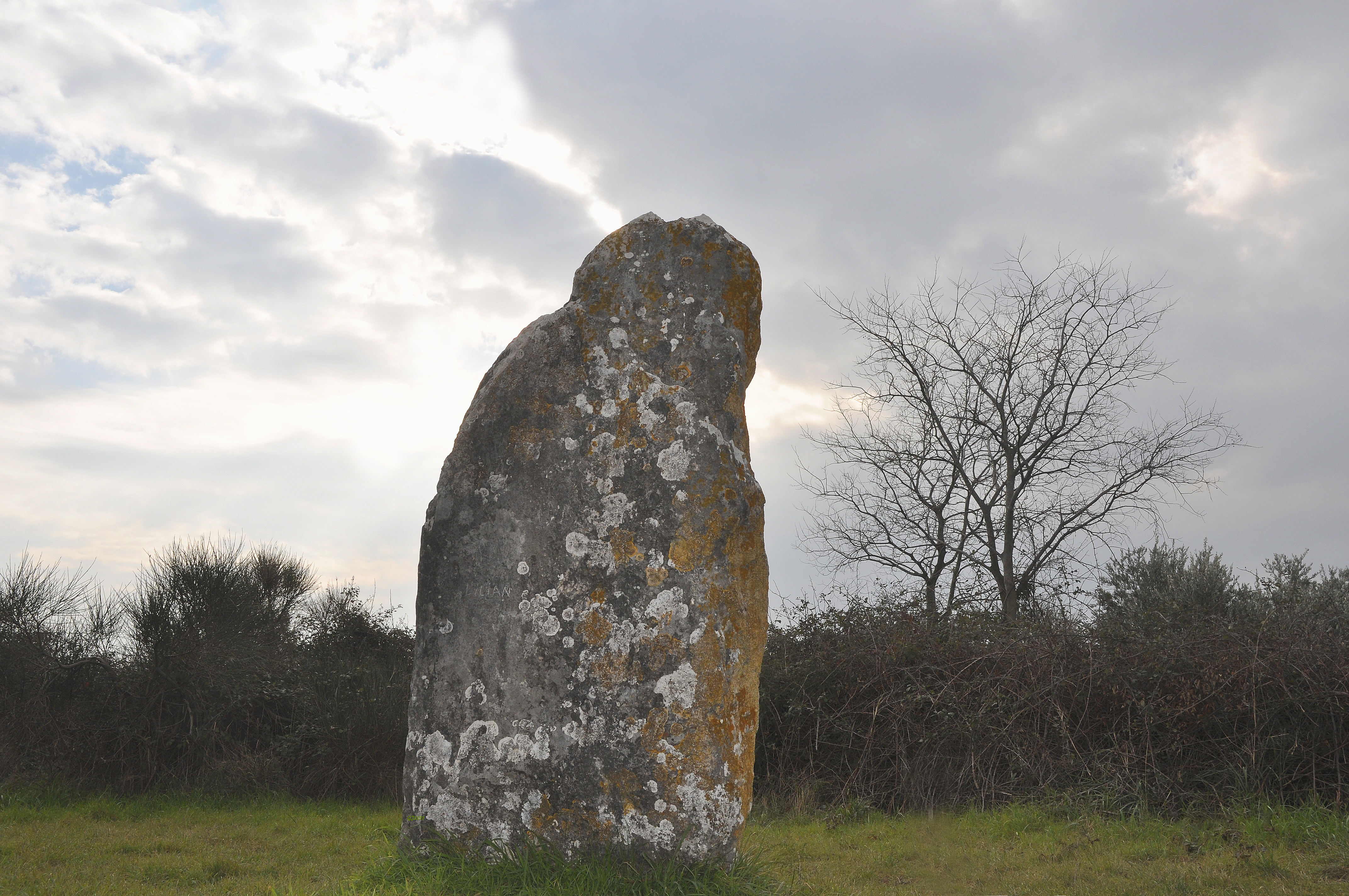
Menhir de Courbessac

## Personnalités liées au village
- Samuel Petit (1594-1643), homme de lettres protestant.